# Dagorder
Dagorder är en från högre militärt befäl personlig skrivelse eller kungörelse till dennes underlydande som ett medel att kommunicera.
Oftast rör det sig om förmaningar: "Vår frihet står på spel, vi kämpar för vårt lands framtid" eller beröm: "7:de kompaniet har förtjänstfullt utfört sina plikter".
Tidigare bruk av dagorder var nuvarande generalorder, d.v.s. en befallning till hela den underlydande armén från befälhavaren.